# Сагайдак (Миргородський район)
Сагайда́к — село в Україні, у Шишацькій селищній громаді Миргородського району Полтавської області. Населення становить 1104 осіб. До 2015 орган місцевого самоврядування — Сагайдацька сільська рада.

## Географія
Село Сагайдак знаходиться за 6 км від правого берега річки Грузька Говтва, за 1 км від села Білаші, примикає до сіл Чорнобаї та Дмитрівка. По селу протікає пересихаючий струмок з загатою. Через село проходять автомобільна дорога Т 1720 та залізниця, станція Сагайдак.

## Історія
Село виникло на початку 20 сторіччя під час прокладання залізниці Полтава — Ромодан. 1890 р. збудовано станцію, 1910 — амбар (пізніше хлібоприймальний пункт). За переписом 1926 р. Сагайдак — центр Сагайдацької сільської ради Шишацького району Полтавського округу, 207 господарств, 456 ж., підпорядковано село й 17 хуторів. 1929 р. збудовано семиричну школу. У березні 1933 відбулося Сагайдацьке заворушення голодуючих. З 1935 працює овочеприймальний пункт, з 1948 — лікарня на 30 ліжок. Під час німецької окупації (21 вересня 1941 — 22 вересня 1943) гітліревці розстріляли   4 і вивезли до Німеччини 11 чоловік.
Наприкінці 1932 р. — на початку 1933 р. на залізничній станції Сагайдак, як і на ряд інших станцій, звозили на зсипний пункт зерно, відібране у жителів навколишніх сіл та хуторів, так званими буксирними бригадами. Серед голодуючого населення навколишніх сіл у березні 1933 року поширилися чутки, що на станції Сагайдак будуть давати зерно голодуючим. Гнані останньою надією на порятунок, сотні знесилених голодом людей потягнулися до Сагайдака, а коли виявилося, що хліба їм ніхто й не думав відпускати, всі рушили до хлібних складів. Червоноармійці, що охороняли склади, пробували відігнати натовп голодуючих, але селяни збили замки, увірвалися до складу і почали набирати зерно, хто в мішок, хто в торбинку чи кошик. Інші, не в змозі стримати голод, почали хапати зерно жменями та й їсти.  Вартові викликали допомогу. На станцію прибула кіннота, яка, увірвавшись на територію складів, учинила розправу над голодними селянами: багатьох було побито і заарештовано, подальша доля яких невідома.
12 червня 2020 року, відповідно до розпорядження Кабінету Міністрів України № 721-р «Про визначення адміністративних центрів та затвердження територій територіальних громад Полтавської області», село увійшло до складу Шишацької селищної громади.
19 липня 2020 року, в результаті адміністративно - територіальної реформи та ліквідації Шишацького району, село увійшло до складу новоутвореного Миргородського району Полтавської області.

## Економіка
- ТОВ «Пасипол».
- ЗАТ «Сагайдак-Агро».
- Сагайдацьке хлібоприймальне підприємство.
- ПП Маляр.
- ПП Шанкін.
- ПП Біличенко.
- ПП Рудич.

## Об'єкти соціальної сфери
- Школа.

## В художній літературі
Про своє дитинство в селі пише українська діаспорна письменниця Олена Лукаш у автобіографічному романі «Стежками дитинства».